# Model oportunistycznego zastępowania
Model oportunistycznego zastępowania (model stacjonarny) – zakłada, że sukces ewolucyjny sprzyja gatunkom (właścicielom) danej niszy ekologicznej – zajmujące je gatunki będą tam pozostawać aż do ich eliminacje przez zewnętrzną wobec nich siłę abiotyczną. Dopiero wtedy inne, blisko biologicznie lub ekologicznie gatunki będą mogły zając tak opuszczone pozycje. 
Jako przykład można podać przypadek dinozaurów i ssaków – dwie grupy, które wyłoniły się niemal jednocześnie pod koniec triasu. Obie te grupy zajmowały zupełnie odmienne przestrzenie ekologiczne, a ssaki pozostawały w tym okresie formami o małym zróżnicowaniu taksonomicznym, niewielkich rozmiarach ciała i przystosowaniem do nocnego tryby życia- czyli cechy które umożliwiły zajmowanie nisz poza zasięgiem konkurencyjnego zainteresowania ze strony dinozaurów. Jednak po zagładzie dinozaurów pod koniec kredy, ssaki uległy gwałtownemu różnicowaniu zajmując różne nisze ekologiczne.